# Князівське
Князівське — село Калуського району Івано-Франківської області. Входить до складу Дубівської сільської громади.

## Назва
У 1946-1991 рр. носило назву Князівка.

## Географія
Селом протікає потік Цинява.

## Історія

### Легенди

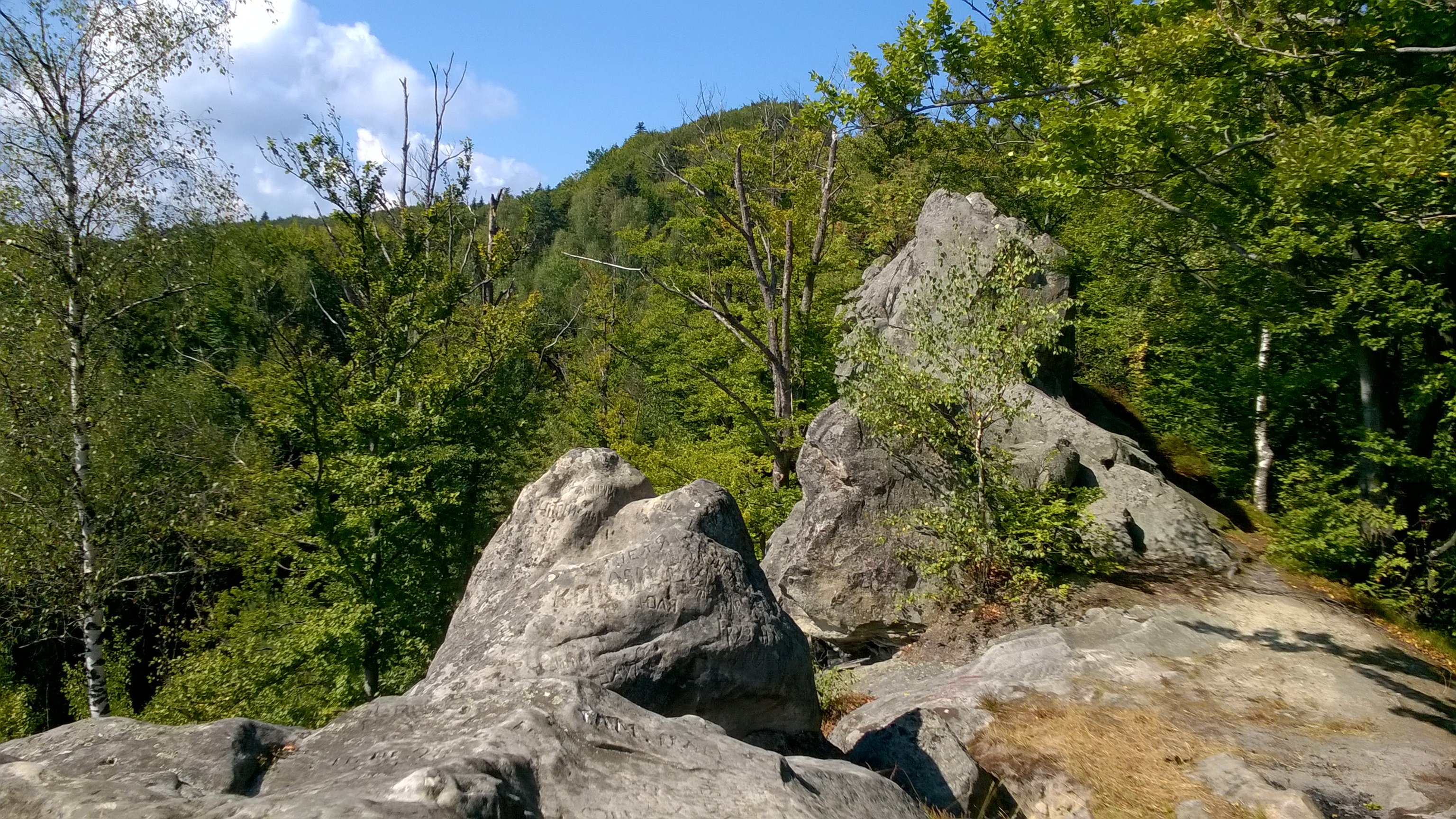
Павлівський Камінь

Близько 700 років тому в густих прикарпатських лісах неподалік великого природного скельного утворення, названого пізніше Павлівський Камінь, знайшли зручне і безпечне від кочівників місце для поселення перші жителі — засновники Князівського. Збудували хатини-землянки в тих місцях, де тепер урочища Гуков, Рипа, Аннин Писк, Заваль, Павловець, а також гора Ожиновата. Там росло багато грибів, ягід, малини та ожини. Тому існує версія, що найдавніша назва поселення, з котрого виникло наше село — Ожиновате. Наші далекі предки сіяли хліб на ділянках, відвойованих у лісу, розводили коней, корів, кіз і овець, полювали на диких звірів, займалися бджолярством .Ще і в наш час в урочищах Гуков, Аннин писк спостерігаються сліди давньої забудови. Жили люди в складних умовах, що не задовольняли всіх життєвих потреб. Тому, коли минули лихі часи, облюбували собі краще місце для поселення, де і земля родючіша, і струмок жебонить, і лісовий звір далеко. В західному напрямку пішли поселенці, котрі згодом заснували гірське село Дубшару, а в східному напрямку, де місцевість менш гориста і не покрита лісом, почали будувати село перші князівчани.

### Середньовіччя
Наприкінці XVI ст. знаходимо першу архівну згадку про село Князівське, котра датується 1592 роком. Збереглась легенда про те, що польський король за вірну службу подарував ці підкарпатські землі одному зі своїх воїнів — князю Яну Ясеновецькому. Звідси й назва трьох сусідніх сіл — Князівське (від «князь»), Іванівка (розмовне Янівка — від імені Ян) і Ясеновець (від прізвища Ясеновецький).
У 1648 році жителі села брали активну участь у народному повстанні, за що їх очікувала кривава розправа після відходу Хмельницького.
У 1939 році в селі проживало 1030 мешканців (1025 українців і 5 євреїв).

### Сучасність
Князівське має площу 243 га, межує з селами Дубшара, Іванівка, Ясеновець, Цінева, Дуба і Підлісся. Знаходиться на відстані 12,5 км від районного центру Рожнятова. В селі 5 вулиць протяжністю 7 км, нараховується 300 господарських дворів, проживало 870 людей станом на 2000 рік. На території Князівської сільської Ради розташовані такі установи: ЗОШ I—II ступенів з чисельністю близько 100 учнів, бібліотека, клуб, фельшерсько-акушерський пункт, дитячий садок «Малятко», приватна аптека .
Розкішна природа села Князівське приваблює до себе людей у будь-яку пору року: повноводні потоки Павловець, Цінівка, Ділок, Границя, Стримбляний потік, Семанькова криниця, Дідова криниця в урочищі Придаток, Джерельна вода в урочищі Кірниці, мінеральне джерело Іванове в урочищі Цінівка, мінеральне джерело Римакове в урочищі Передній Щовб. Всіх урочищ в селі близько ста: Чертіж, Розділь, Трипіття, Ясла, Сідло та ін. (більш повно їх назви зібрала і записала Павліна Литвин (Василишин) в книзі «Розповіді про Князівське»).

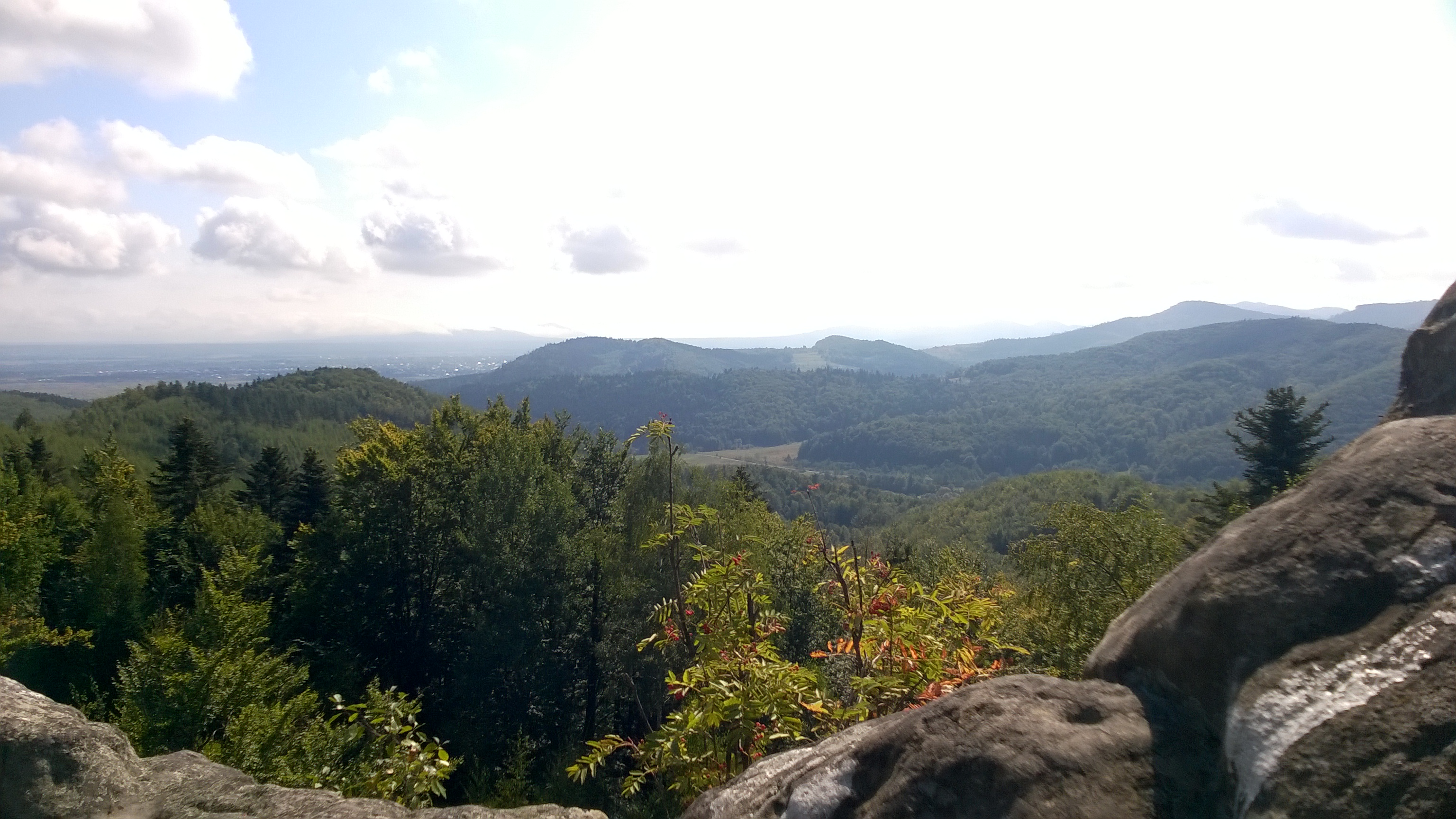
Гірський краєвид з Павлівського Каменя

«Споконвіку стоїть на сторожі села всім близький нам і рідний красень — Павлівський камінь», — так пише Павліна Литвин (Василишин) про це величне природне скельне утворення, що знаходиться в лісі біля села. Під Павлівським каменем знаходиться велике джерело. Із цього джерела і витікає один із потічків Князівського, яке впадає у річку Дуба.
Зачарування чудовою природою Князівського передали у творах місцеві поети, художники, а також заслужений художник України В. І. Харченко, заслужений художник України П. І. Волик, російський художник М. О. Попов.
Всі радісні і трагічні події в житті села, а також окремих його мешканців, були увіковічнені пам'ятними хрестами-оберегами, що в міцному захисному кільці тримають село Князівське. Їх налічується близько тридцяти. Князівчани й досі вшановують їх, проходячи громадою з посвящінням, кожного року під час Зелених свят.

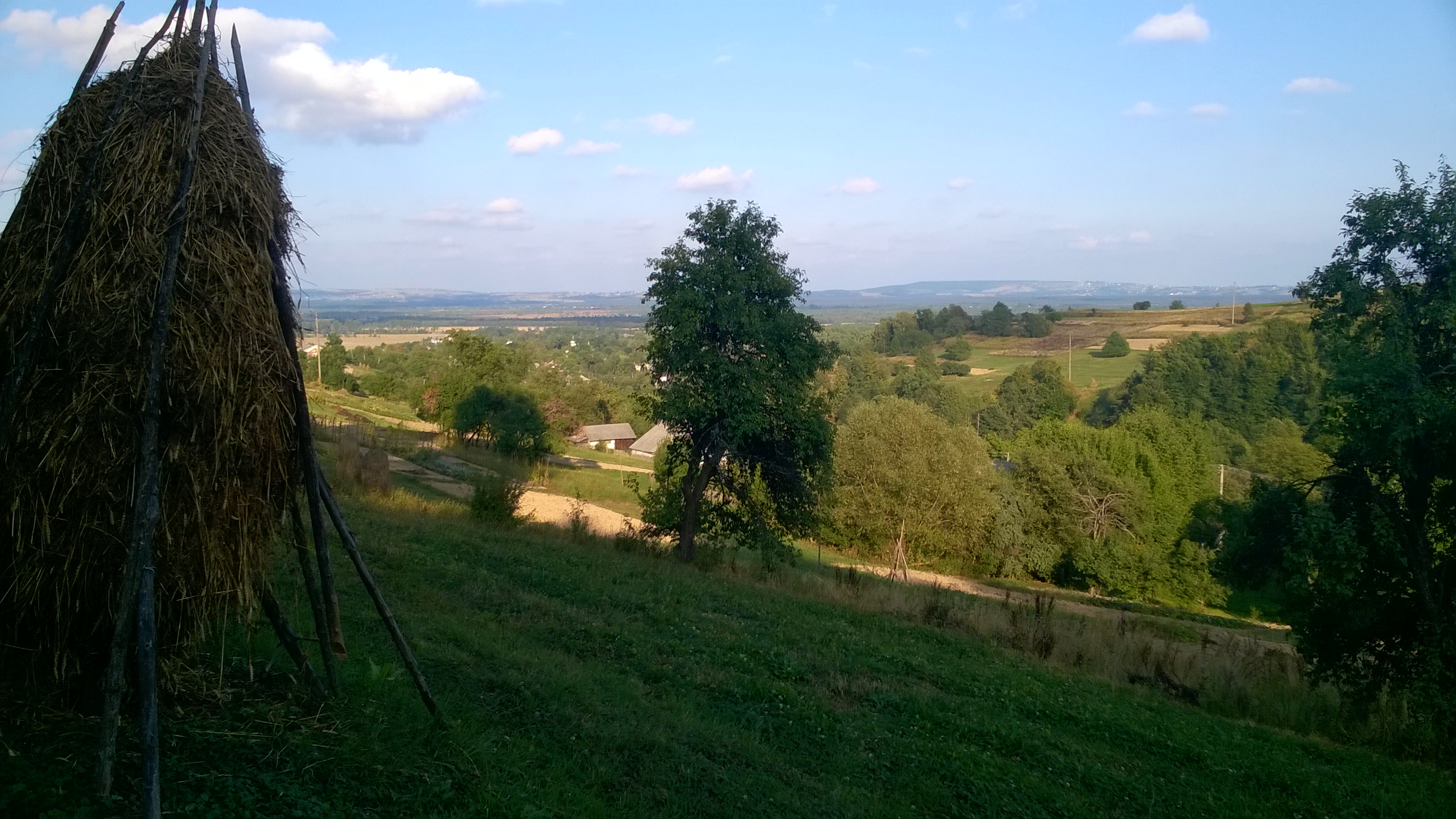
Краєвид з верха горішньої частини села

Вебсайт села: http://knyaziwske.wix.com/knyaziwske

### Церква
З переказів стало відомо, що в XVII ст. в с. Князівське була маленька дерев'яна церква, розташована на Вáсильковім городі (від імені господаря Василя Павлишина, котрий поофірував своє поле на будівництво церкви). На протилежній від церкви горі (урочище Кич'ирка) був перший сільський цвинтар.
Церква Святого Миколая села Князівське вперше згадується 1684 року про сплату 5 злотих катедратика (столового податку), далі — у реєстрі духовенства, церков і монастирів Львівської єпархії 1708 року.
За однією версією, у першій пол. XVIII ст. церкву розібрали і продали в одне з сіл нашого району, де вона була зібрана в попередньому вигляді, а гроші пішли на будівництво нової. За іншою версією — вона просто згоріла. В 1767 р. в селі Князівське розпочали будівництво нової церкви. Ліс, котрий став матеріалом на церкву, возили з урочищ Цінівка і Поляна, а поофірував його громаді заможний господар. 27 вересня 1771 р., як свідчать архівні документи, споруду висвятили як церкву Воздвиження Чесного і Животворного Хреста Господнього. Спочатку навколо новозбудованої церкви розмістили новий цвинтар, але за короткий час його перенесли в урочище Цінівка, де він знаходиться і донині. Цікаво розписана, гарно прибрана дерев'яна церква, а також кам'яна церковна дзвіниця, збудована громадою Князівського на поч. XX ст. є пам'ятками архітектури. На дзвіниці є 4 дзвони, які в різні історичні періоди поофірували церкві і громаді села князівчани Дяків Магда, Галащук Олекса, Іванишин Михайло, Василишин Мирослав. Імена дзвонів: Михайло, Роман, Василь, Андрій.

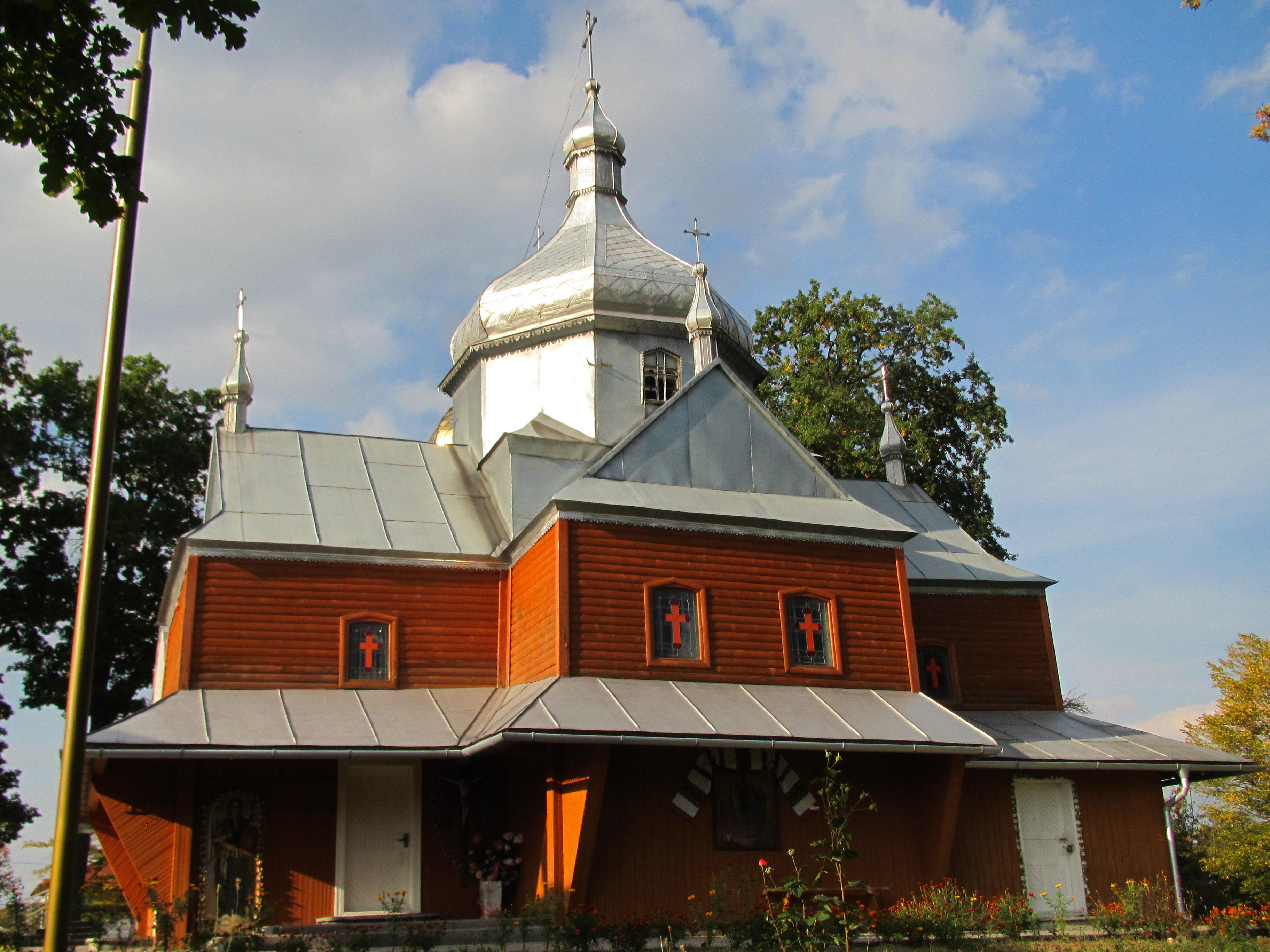
Церква Воздвиження Чесного і Животворного Хреста Господнього (1771)

Церква Воздвиження Чесного і Животворного Хреста Господнього (2015)

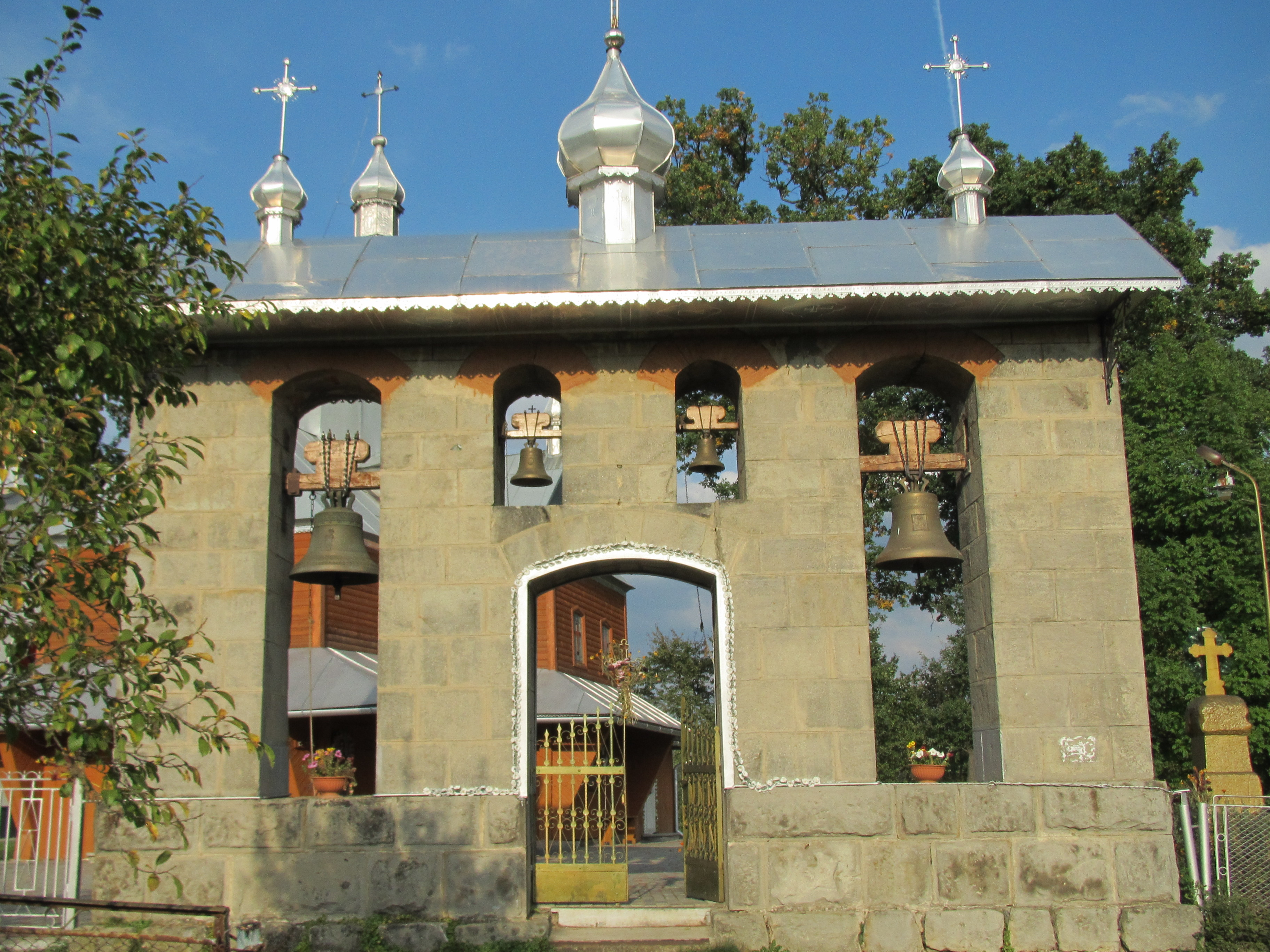
Дзвіниця

### Національне відродження
Коли на поч. XIX ст. на західно-українських землях розпочався процес національного відродження, на арену громадського життя виступило нове покоління інтелігенції — вихованці Львівської духовної семінарії. В селі Князівське серед малограмотних селян велику просвітницьку працю, спрямовану на піднесення національного духу, проводили священики і вчителі. Один з них — член «Руської трійці» — священик, педагог, поет, драматург, організатор журналістики в Західній Україні, політичний і громадський діяч часів Австро-Угорщини Іван Миколайович Гушалевич. З 1855 по 1862 рр. він був парохом в Князівськім, Іванівці та Ясеновцях (ці три сусідні села становили єдину парафію). В статті «Іван Гушалевич» І. Я. Франко називає ці села «доброю парафією» і відзначає велику працю І. Гушалевича на пропаганду тверезого способу життя серед селян. Як завідувач Перегінського деканату та інспектор народних шкіл, І. М. Гушалевич очолив рух підгірських священиків і вчителів за статус української мови. Він, будучи депутатом Галицького сейму, домігся, щоб там українська мова звучала нарівні з польською та німецькою. В Князівськім на старому сільському цвинтарі похований син І. М. Гушалевича Микола.
Священики зробили неоціненний внесок у духовне, національне і культурне відродження мешканців нашого села.
В 60-ті рр. XIX ст. в с. Князівське парафію отримав священик Лев Левицький. Він походив з династії видатних діячів галицького духовенства, культури, освіти і науки. В нашому селі о. Лев Левицький був парохом 38 років, а одночасно і деканом Перегінського деканату. 23 червня 1884 р. за ініціативою о. Лева Левицького в с. Князівське було створено осередок товариства «Просвіта». П'ять синів і донька виросли в сім'ї Левицьких. Серед них — Микола, Олександр і Михайло — священики, Лев — суддя, Володимир — інженер-залізничник, і донька Стефанія — дружина судді. Внуки отця-декана Лева Левицького — Костянтин, Ярослав і Володимир — теж стали священиками, причому Володимир Олександрович Левицький — отець протопресвітер і доктор богослов'я та філософії, був деканом українського православного духовенства в Філадельфії (США), настоятелем громади українців церкви св. Миколая в Міннеаполісі (США). Велика заслуга цієї благородної людини в тому, що він зібрав, систематизував та зберіг для своєї родини і всієї України матеріали про багатьох видатних людей з родини Левицьких.
Культурно-просвітницька робота в с. Князівське набула особливо великого розмаху в 20-ті рр. XX ст., коли на ниві духовній трудився о. Михайло Левицький. Вечорами в домі священика малограмотні селяни слухали цікаву книжку, з його ініціативи в 1925 р. в селі було організовано аматорський театральний гурток. Отець Михайло привозив зі Львова для селян та їх дітей цікаві книжки, газети і журнали. Під впливом Левицьких культура і освіта стали невід'ємною частиною життя нашого села. На сільському цвинтарі в Князівськім спочиває багато представників цієї родини. У 30-ті рр. XX ст. після смерті о. Михайла Левицького працю на ниві духовного і культурного виховання парафіян продовжив священик Іван Чикета та його сини Лев, Роман і Ярослав. Завдяки їх старанням в 1938 р. в с. Князівське було організовано церковно-просвітянський хор, діяло товариство «Луг».
У 1939 році в селі проживало 1030 мешканців (1025 українців і 5 євреїв).

### Новітні часи
В нелегкі 40-50-ті рр. парохом у Князівському був о. Костянтин Левицький. В 1961 р. радянською компартійною владою церкву було закрито. В 1989 р. таємно від влади активісти села відремонтували церкву, того ж року вона була заново відкрита. Першим священиком після відкриття став о. Ігор Сурак, після проголошення незалежності України він також продовжив свою справу, а вже його наступником став о. Василь Шевчук. В даний час на ниві духовній трудиться о. Василь Павлів. Саме він поблагословив початок будівництва нового храму Божого в 2003 р. Незабутнім в історії Князівського стане 23 липня 2005 р., коли за 1 день 130 жителів села заклали фундамент під нову церкву. За підтримки щедрих меценатів та всіх небайдужих людей, які долучилися до справи будівництва храму Божого в Князівськім, церква була збудована і освячена 30 серпня 2015 р.
Люди в Князівському особливі: потяг до знань, здібності до мистецтва передаються на генетичному рівні від батьків до дітей. Тому були, є і будуть в нас обдаровані співаки, музиканти, актори, художники і майстри. Також князівчани люблять святкувати. У 2012-му році вони відсвяткували 700-сот річчя виникнення мальовничого села Князівське.

### Освіта
Завжди щастило князівчанам на добрих вчителів. За Австро-Угорщини навчав грамоти селянських дітей дяк Паращій, згодом — учитель (він же і церковний дяк та секретар при війті) Михайло Хабаль, були також вчителі пані Заборська та Василь Горбай. Найкращі спогади зі шкільних років у сільських хлопців і дівчат, що вчились у 20-х і 30-х рр. XX ст. пов'язані з вчителями Іваном і Францішкою Щеблями. Вони прийшли до Князівського вчителювати після І Світової війни і працювали тут до 1945 р. Своєю високоморальною поведінкою, трудолюбивістю, участю в громадсько-культурному житті, ця сім'я справляла позитивний вплив на жителів Князівського і служила для них добрим прикладом. Під керівництвом пані Щебльової учні ставили перші дитячі казкові вистави. Директор школи Іван Щебель сам був добрим господарем і вчив господарювати сільських хлопців і дівчат: доглядати бджіл, садівництву, тваринництву і рослинництву. В учительській сім'ї Щеблів виросло четверо синів і донька. Сини Івана Щебля були справжніми українськими патріотами і належали до ОУН-УПА. Тому радянська окупаційна влада переслідувала всю сім'ю Щеблів, найтрагічнішими для них були: 1940 р. — коли померла їх донька Янка, а в боротьбі за незалежність України загинули сини Богдан (Данко) — 1945 р. і Роман -1947 р. Директор школи Іван Щебель був людиною, яка йшла в ногу з часом. Саме з його ініціативи в 1934 р. при підтримці сільського війта Гарата Федора розпочали і збудували нову школу. В даний час школа знаходиться у приміщенні, спорудженому у 70-х рр. XX ст. Звичайно, серед вчителів Князівської школи у післявоєнний час і в сьогодення ще було і є багато чудових і талановитих педагогів, тому вдячні князівчани пам'ятають їх.

### Еміграція
Великим болем у серцях наших односельчан відізвалися події Першої і Другої світових воєн. Залишилося багато жінок-вдів, дітей-сиріт і осиротілих батьків. Вояки Першої світової війни пізнали світ, побувавши в різних країнах Західної і Східної Європи. І особливо боляче було кожному з тих, хто воював і потрапив у полон, бачити, що полонених усіх воюючих сторін після війни було повернуто на батьківщину, і тільки про українців ніхто не турбувався: в них не було своєї держави. Колишні вояки побачили конечну потребу створення власної держави.
Багато наших односельчан були членами ОУН і вояками УПА. Починаючи з 1942 р. точилася запекла боротьба з німецькими і радянськими загарбниками за створення незалежної Української держави. В цій нерівній боротьбі полягло багато синів і дочок, багато мешканців (за радянською термінологією названих «бандподсобніками») були виселені в райони Крайньої Півночі, Західного Сибіру, Далекого Сходу, Казахстану. Пізніше, ті з них, хто вцілів, все одно повернулись в рідне село Князівське, де сьогодні проживають їхні діти і онуки. А скільки молодих жителів нашого села загинули або пропали безвісти на фронтах Другої світової війни (1939—1945 рр.). На згадку про них у 1987 р. в селі споруджено пам'ятний знак. Після німецького полону не повернулися додому такі жителі села: Каменчук Григорій, Литвин Григорій, Пасічник Микола, Кузан Григорій, Кузан Дмитро. Були молоді люди, котрих вивезли в час Другої світової війни на примусові роботи в Німеччину. З різних причин знайшли свій притулок в інших державах Микитин Василь, Кидик Іван, Озарів Павліна, Бойчук Марія, Павлишин Марія, Рабуцький Іван, Микитин Магда, Пасічник Іван, Андріїшин Василь, Дирів Степан, Дирів Микола, Михайлів Дмитро, Русаль Павліна і ін.
Торкнулось Князівського і таке явище, як еміграція. Ще на поч. XX ст. у 1905 р. виїхав з нашого села на заробітки в Канаду селянин, що був кравцем, Тимко Библів, разом зі своєю дружиною і п'ятьма синами. Більше ста років нічого про них не було відомо. Тільки у 2011 р. вдалося дізнатися про те, що нащадки Тимка — це успішні люди, вони проживають у Канаді і зберегли фотографію свого прадіда, мають великий інтерес до України і рідного села їх предків Князівського.
Доля розкидала в різні часи наших односельчан по цілому світу: США, Канада, Бельгія, Австралія, Польща, Росія, Білорусь, Чехія. В селі ще й донині пам'ятають цих людей — Магда, Анна і Петро Мельники, Кузан Прокіп, Попович Дмитро, Хайбиш Юрко, Павлишин Стефан, Василь і Гнат Іванишини, Максимонько Михайло, Литвин Ганна, Федір і Дмитро Прокопіви.
Не оминула Князівське і примусова колективізація, проведена радянською владою в 50-х рр. XX ст. Внаслідок чого, у людей відбирали землю, садиби, власність, сільськогосподарський реманент і зобов'язували після цього працювати в новоствореному колгоспі, оцінюючи працю людей дуже низько. Колгоспні будівлі споруджувалися з розібраних хат князівчан, котрих виселили. Паспорт сільським жителям забороняли видавати, його могли отримати тільки ті молоді люди, котрі погодились по т.з. комсомольській путівці поїхати працювати далеко від рідного села — на шахти Донбасу, на будівництво ГЕС і інші радянські проекти, фактично це також був завуальований спосіб радянської влади для виселення наших людей в далекий світ. А пізніше було підняття цілинних земель, будівництво Байкало-Амурської магістралі, розробка нафтових і газових родовищ Західного Сибіру і Крайньої Півночі — всюди пролягли життєві шляхи наших односельчан. Після створення незалежної Української держави і розпаду колгоспу, а згодом спілки селян, залишились будівлі, котрі в даний час належать різним підприємцям, що створили різнопланові виробництва, даючи односельчанам та мешканцям сусідніх сіл роботу. Існує розповідь про те, що колись в давнину у XVIII ст. князівчани побудували перший сільський млин, на котрому мололи зерно на борошно для випікання хліба. Для цього селяни вручну прокопали канал між руслами двох потоків, що течуть по обидва боки села — Павловець і Цінівка, сполучили їх і на тому місці, котре й зараз бачимо в урочищі Цінівка, спорудили млин, який довго служив громаді села. В пізніші часи, можливо, через велику повінь, він зруйнувався, проте працездатність і організованість наших предків гідні наслідування і в наш час. Саме в згуртованості, дружбі і працездатності закладена сила громади Князівського, а талановиті і мудрі мешканці завжди будуть керівним ядром нашого села.
Як сказав Захар Беркут: «Доки будете жити в громадськім порядку, дружно держатися купи, незломно стояти всі за одного, а один за всіх,
доти ніяка ворожа сила не побідить вас».

## Населення

### Мова
Розподіл населення за рідною мовою за даними перепису 2001 року:
| Мова       | Кількість | Відсоток |
| ---------- | --------- | -------- |
| українська | 868       | 99.20%   |
| російська  | 6         | 0.69%    |
| румунська  | 1         | 0.11%    |
| Усього     | 875       | 100%     |